# Olympische Sommerspiele 1968/Rudern
Bei den XIX. Olympischen Sommerspielen 1968 in Mexiko-Stadt fanden sieben Wettkämpfe im Rudern statt. Als Wettkampfstätte diente die Regattastrecke Pista Olímpica Virgilio Uribe im Stadtbezirk Xochimilco. Zwischen dem 13. und dem 19. Oktober 1968 nahmen insgesamt 353 männliche Athleten aus 29 Nationen teil.
Erfolgreichste Nation war die DDR mit zwei Goldmedaillen, während Booten aus den Niederlanden, der Bundesrepublik Deutschland, Italien, der Sowjetunion und Neuseeland jeweils ein Olympiasieg gelang.

## Bilanz

### Medaillenspiegel
| Platz | Land               | Gold | Silber | Bronze | Gesamt |
| ----- | ------------------ | ---- | ------ | ------ | ------ |
| 1     | DDR                | 2    | 1      | –      | 3      |
| 2     | Niederlande        | 1    | 2      | –      | 3      |
| 3     | BR Deutschland     | 1    | 1      | –      | 2      |
| 4     | Italien            | 1    | –      | 1      | 2      |
| 4     | Sowjetunion        | 1    | –      | 1      | 2      |
| 6     | Neuseeland         | 1    | –      | –      | 1      |
| 7     | Vereinigte Staaten | –    | 1      | 1      | 2      |
| 8     | Australien         | –    | 1      | –      | 1      |
| 8     | Ungarn             | –    | 1      | –      | 1      |
| 10    | Dänemark           | –    | –      | 2      | 2      |
| 11    | Argentinien        | –    | –      | 1      | 1      |
| 11    | Schweiz            | –    | –      | 1      | 1      |

### Medaillengewinner
| Konkurrenz             | Gold | Silber | Bronze |
| ---------------------- | --- | --- | --- |
| Einer                  | Jan Wienese | Jochen Meißner | Alberto Demiddi |
| Doppelzweier           | Sowjetunion Anatoli Sass Alexander Timoschinin | Niederlande Henricus Droog Leendert van Dis                                                                                    | Vereinigte Staaten John Nunn William Maher |
| Zweier ohne Steuermann | DDR Jörg Lucke Heinz-Jürgen Bothe | Vereinigte Staaten Lawrence Hough Philip Johnson                                                                               | Dänemark Peter Fich Christiansen Ib Ivan Larsen |
| Zweier mit Steuermann  | Italien Primo Baran Renzo Sambo Bruno Cipolla | Niederlande Herman Suselbeek Hadriaan van Nes Rody Rijnders                                                                    | Dänemark Jørn Krab Harry Jørgensen Preben Krab |
| Vierer ohne Steuermann | DDR Frank Forberger Frank Rühle Dieter Grahn Dieter Schubert                                                                                         | Ungarn Zoltán Melis György Sarlós József Csermely Antal Melis                                                                  | Italien Renato Bosatta Pier Angelo Conti-Manzini Tullio Baraglia Abramo Albini                                                                                               |
| Vierer mit Steuermann  | Neuseeland Dick Joyce Ross Collinge Dudley Storey Warren Cole Simon Dickie                                                                           | DDR Peter Kremtz Roland Göhler Klaus Jacob Manfred Gelpke Dieter Semetzky                                                      | Schweiz Denis Oswald Peter Bolliger Hugo Waser Jakob Grob Gottlieb Fröhlich                                                                                                  |
| Achter                 | BR Deutschland Horst Meyer Dirk Schreyer Rüdiger Henning Wolfgang Hottenrott Lutz Ulbricht Egbert Hirschfelder Jörg Siebert Niko Ott Gunther Tiersch | Australien Alf Duval David Douglas Michael Morgan John Ranch Joseph Fazio Gary Pearce Peter Dickson Robert Shirlaw Alan Grover | Sowjetunion Zigmas Jukna Antanas Bagdonavičius Wolodymyr Sterlyk Juozas Jagelavičius Vytautas Briedis Walentyn Krawtschuk Alexander Martyschkin Wiktor Suslin Juri Lorenzson |

## Ergebnisse

### Einer
| Platz | Land | Sportler           | Zeit (min)         |
| ----- | ---- | ------------------ | ------------------ |
| 1     | NED  | Jan Wienese        | 7:47,80            |
| 2     | FRG  | Jochen Meißner     | 7:52,00            |
| 3     | ARG  | Alberto Demiddi    | 7:57,19            |
| 4     | USA  | John Van Blom      | 8:00,51            |
| 5     | GDR  | Achim Hill         | 8:06,09            |
| 6     | GBR  | Kenneth Dwan       | 8:13,76            |
| 7     | POL  | Zdzisław Bromek    | 7:38,88 (B-Finale) |
| 8     | DEN  | Niels Henry Secher | 7:43,47 (B-Finale) |

### Doppelzweier
| Platz | Land | Sportler                               | Zeit (min)         |
| ----- | ---- | -------------------------------------- | ------------------ |
| 1     | URS  | Anatoli Sass Alexander Timoschinin     | 6:51,82            |
| 2     | NED  | Henricus Droog Leendert van Dis        | 6:52,80            |
| 3     | USA  | John Nunn William Maher                | 6:54,21            |
| 4     | BUL  | Atanas Schelew Jordan Waltschew        | 6:58,48            |
| 5     | GDR  | Manfred Haake Hans-Ulrich Schmied      | 7:04,92            |
| 6     | FRG  | Wolfgang Glock Udo Hild                | 7:12,20            |
| 7     | BRA  | Edgard Gijsen Harri Klein              | 7:04,13 (B-Finale) |
| 8     | ROU  | Alexandru Aposteanu Octavian Pavelescu | 7:08,27 (B-Finale) |

### Zweier ohne Steuermann
| Platz | Land | Sportler                               | Zeit (min)         |
| ----- | ---- | -------------------------------------- | ------------------ |
| 1     | GDR  | Jörg Lucke Heinz-Jürgen Bothe          | 7:26,56            |
| 2     | USA  | Lawrence Hough Philip Johnson          | 7:26,71            |
| 3     | DEN  | Peter Fich Christiansen Ib Ivan Larsen | 7:31,84            |
| 4     | AUT  | Dieter Ebner Dieter Losert             | 7:41,80            |
| 5     | SUI  | Fred Rüssli Werner Zwimpfer            | 7:46,79            |
| 6     | NED  | Roel Luynenburg Ruud Stokvis           | DNF                |
| 7     | AUS  | David Ramage Paul Guest                | 7:19,49 (B-Finale) |
| 8     | POL  | Alfons Ślusarski Jerzy Broniec         | 7:22,89 (B-Finale) |

### Zweier mit Steuermann

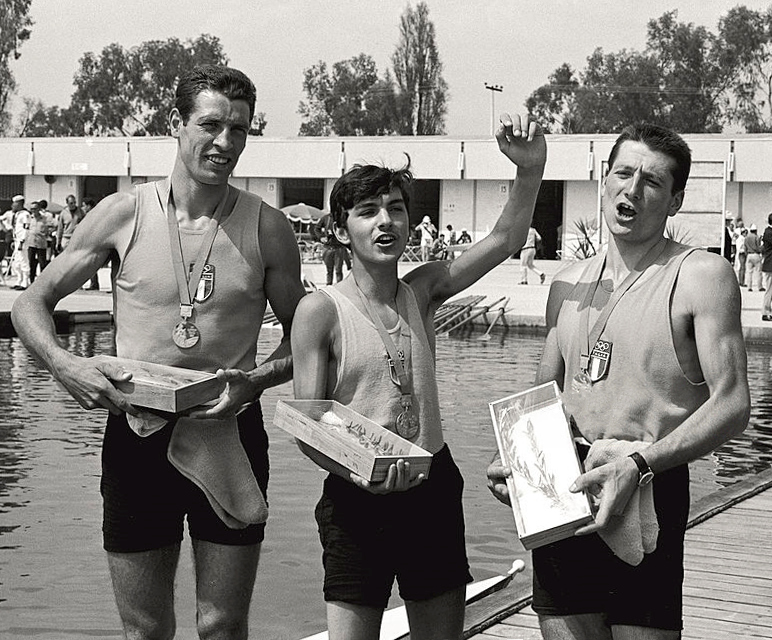
Die italienischen Olympiasieger: Renzo Sambo, Bruno Cipolla und Primo Baran

| Platz | Land | Sportler                                                    | Zeit (min)            |
| ----- | ---- | ----------------------------------------------------------- | --------------------- |
| 1     | ITA  | Primo Baran Renzo Sambo Bruno Cipolla (Stm.)                | 8:04,81               |
| 2     | NED  | Herman Suselbeek Hadriaan van Nes Rody Rijnders (Stm.)      | 8:06,80               |
| 3     | DEN  | Jørn Krab Harry Jørgensen Preben Krab (Stm.)                | 8:08,07               |
| 4     | GDR  | Helmut Wollmann Wolfgang Gunkel Klaus-Dieter Neubert (Stm.) | 8:08,22               |
| 5     | USA  | Bill Hobbs Richard Edmunds Stewart MacDonald (Stm.)         | 8:12,60               |
| 6     | FRG  | Bernhard Hiesinger Rolf Hartung Lutz Benter (Stm.)          | 8:41,51               |
| 7     | SUI  | Urs Fankhauser Urs Bitterli Beat Wirz (Stm.)                | 7:57,21 (im B-Finale) |
| 8     | BUL  | Georgi Atanassow Georgi Nikolow Wesselin Staewski (Stm.)    | 7:58,10 (im B-Finale) |

### Vierer ohne Steuermann
| Platz | Land | Sportler                                                               | Zeit (min)            |
| ----- | ---- | ---------------------------------------------------------------------- | --------------------- |
| 1     | GDR  | Frank Forberger Frank Rühle Dieter Grahn Dieter Schubert               | 6:39,18               |
| 2     | HUN  | Zoltán Melis György Sarlós József Csermely Antal Melis                 | 6:41,64               |
| 3     | ITA  | Renato Bosatta Pier Angelo Conti-Manzini Tullio Baraglia Abramo Albini | 6:44,01               |
| 4     | SUI  | Roland Altenburger Nicolas Gobet Franz Rentsch Alfred Meister          | 6:45,78               |
| 5     | USA  | Peter Raymond Raymond Wright Charles Hamlin Lawrence Terry             | 6:47,70               |
| 6     | FRG  | Thomas Hitzbleck Manfred Weinreich Volkhard Buchter Jochen Heck        | 7:08,22               |
| 7     | ROU  | Pavel Cichi Dumitru Ivanov Emanoil Stratan Anton Chirlacopschi         | 6:50,13 (im B-Finale) |
| 8     | MEX  | Roberto Retolaza Arcadio Padilla Jesús Toscano David Trejo             | 6:53,21 (im B-Finale) |

### Vierer mit Steuermann
| Platz | Land | Sportler                                                                                           | Zeit (min)            |
| ----- | ---- | -------------------------------------------------------------------------------------------------- | --------------------- |
| 1     | NZL  | Dick Joyce Ross Collinge Dudley Storey Warren Cole Simon Dickie (Stm.)                             | 6:45,62               |
| 2     | GDR  | Peter Kremtz Roland Göhler Klaus Jacob Manfred Gelpke Dieter Semetzky (Stm.)                       | 6:48,20               |
| 3     | SUI  | Denis Oswald Peter Bolliger Hugo Waser Jakob Grob Gottlieb Fröhlich (Stm.)                         | 6:49,04               |
| 4     | ITA  | Romano Sgheiz Emilio Trivini Giuseppe Galante Luciano Sgheiz Mariano Gottifredi (Stm.)             | 6:49,54               |
| 5     | USA  | Luther Jones Bill Purdy Tony Martin Gardner Cadwalader John Hartigan (Stm.)                        | 6:51,41               |
| 6     | URS  | Anatoli Nemtyrjow Boris Dujunow Nikolai Surow Alexei Mischin Arkadi Kudinow Wiktor Michejew (Stm.) | 7:00,00               |
| 7     | ROU  | Reinhold Batschi Petre Ceapura Ștefan Tudor Francisc Papp Ladislau Lovrenschi (Stm.)               | 6:46,68 (im B-Finale) |
| 8     | ARG  | Hugo Aberastegui José María Robledo Juan Carlos Gómez Guillermo Segurado Rolando Locatelli (Stm.)  | 6:50,54 (im B-Finale) |

### Achter
| Platz | Land | Sportler | Zeit (min)            |
| ----- | ---- | --- | --------------------- |
| 1     | FRG  | Horst Meyer, Dirk Schreyer, Rüdiger Henning, Wolfgang Hottenrott, Lutz Ulbricht, Egbert Hirschfelder, Jörg Siebert, Niko Ott, Gunther Tiersch (Stm.)                            | 6:07,00               |
| 2     | AUS  | Alf Duval, David Douglas, Michael Morgan, John Ranch, Joseph Fazio, Gary Pearce, Peter Dickson, Robert Shirlaw, Alan Grover (Stm.)                                              | 6:07,98               |
| 3     | URS  | Zigmas Jukna, Antanas Bagdonavičius, Wolodymyr Sterlyk, Juozas Jagelavičius, Vytautas Briedis, Walentyn Krawtschuk, Alexander Martyschkin, Wiktor Suslin, Juri Lorenzson (Stm.) | 6:09,11               |
| 4     | NZL  | Alan Webster, Wybo Veldman, Alistair Dryden, John Hunter, Mark Brownlee, John Gibbons, Tom Just, Gilbert Cawood, Robert Page (Stm.)                                             | 6:10,43               |
| 5     | TCH  | Vladimír Jánoš, Zdeněk Kuba, Oldřich Svojanovský, Karel Kolesa, Pavel Svojanovský, Jan Wallisch, Otakar Mareček, Petr Čermák, Jiří Pták (Stm.)                                  | 6:12,17               |
| 6     | USA  | Steve Brooks, Curtis Canning, Andy Larkin, Scott Steketee, Franklin Hobbs, Jake Fiechter, Cleve Livingston, David Higgins, Paul Hoffman (Stm.)                                  | 6:14,34               |
| 7     | GDR  | Günter Bergau, Klaus-Dieter Bähr, Claus Wilke, Peter Gorny, Reinhard Zerfowski, Peter Hein, Manfred Schneider, Peter Prompe, Karl-Heinz Danielowski (Stm.)                      | 6:11,69 (im B-Finale) |
| 8     | NED  | Maarten Kloosterman, Pieter Bon, Eric Niehe, Jaap Reesink, Gee van Enst, Jan Steinhauser, Erik Wesdorp, Jan van Laarhoven, Arthur Koning (Stm.)                                 | 6:14,18 (im B-Finale) |